# Glacier de Pra-Sec
Le glacier de Pra-Sec, en italien Ghiacciaio di Pra Sec, est un glacier d'Italie situé dans le massif du Mont-Blanc, dans le val Ferret.

## Géographie
Le glacier naît sur l'adret de la pointe Walker des Grandes Jorasses, à environ 3 000 mètres d'altitude, et se dirige vers le sud,. Il est entouré par le glacier des Grandes-Jorasses par-delà la tour des Jorasses à l'ouest et les glaciers de Tronchey et de Frébouze de chaque côté de l'aiguille de Tronchey au nord-est,.

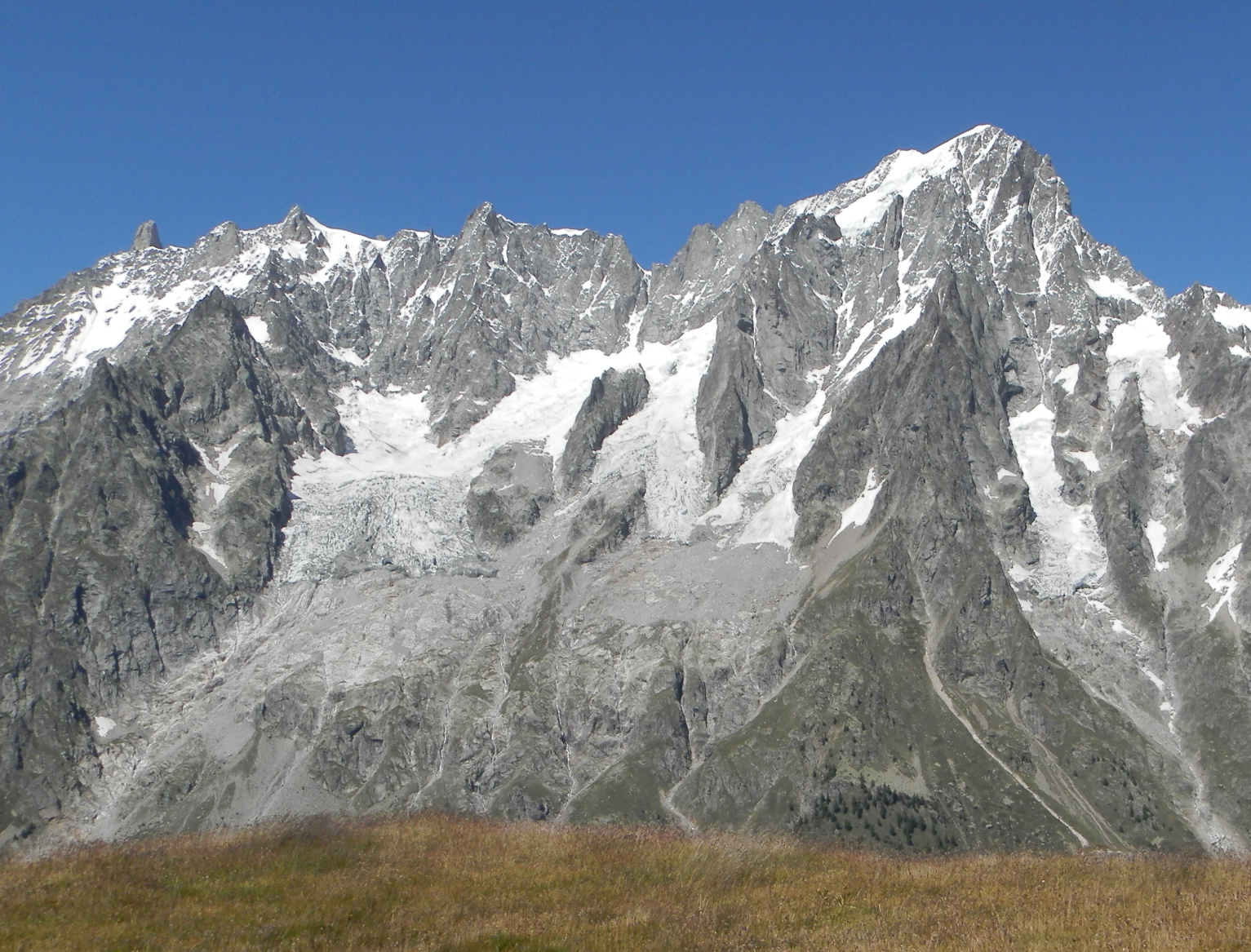
Vue depuis le mont de La Saxe au sud de l'adret de l'arête de Rochefort à gauche et des Grandes Jorasses à droite avec à leurs pieds de gauche à droite les glaciers de Planpincieux, des Grandes-Jorasses, de Pra-Sec et de Tronchey.